# Salario di sussistenza

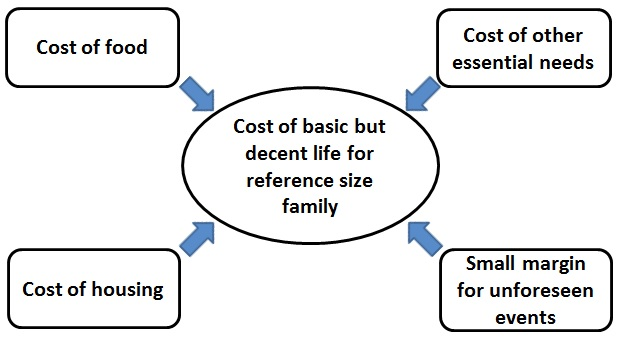
Costo di una vita semplice ma dignitosa per una famiglia.

Un salario di sussistenza è definito come il reddito minimo necessario affinché un lavoratore soddisfi i propri bisogni di base. Ciò non lo definisce come salario di sussistenza, il quale si riferisce al minimo biologico. Nel definire le esigenze si tiene conto di cibo, alloggio e altri bisogni essenziali come l'abbigliamento. L'obiettivo di un salario di sussistenza è consentire a un lavoratore di permettersi uno standard di vita di base ma dignitoso attraverso l'occupazione senza sussidi statali. A causa della natura flessibile del termine "bisogni", non esiste una misura universalmente accettata di cosa sia un salario di sussistenza e come tale varia in base all'ubicazione e al tipo di famiglia. Un concetto correlato è quello di un salario familiare - ossia un salario sufficiente non solo per sostenersi, ma anche per crescere una famiglia.
Il salario di sussistenza differisce dal salario minimo in quanto quest'ultimo può non soddisfare i requisiti di uno standard minimo della qualità di vita, obbligando il lavoratore a fare affidamento su programmi governativi per un reddito aggiuntivo. I salari di sussistenza sono stati generalmente adottati solo nei comuni . In termini economici, il salario di sussistenza è simile al salario minimo in quanto rappresenta il prezzo minimo per il lavoro.
Nel Regno Unito e in Nuova Zelanda, i sostenitori definiscono il salario di sussistenza facendo l'esempio di una persona che lavora 40 ore alla settimana e senza alcun reddito aggiuntivo, questa famiglia dovrebbe essere in grado di permettersi le basi per una vita modesta ma dignitosa, come cibo, alloggio, servizi pubblici, trasporti, assistenza sanitaria e assistenza all'infanzia. I sostenitori del salario di sussistenza, lo hanno ulteriormente definito come il salario equivalente alla soglia di povertà per una famiglia di quattro persone. Le entrate dovrebbero consentire alla famiglia di "assicurare cibo, alloggio, vestiti, assistenza sanitaria, trasporti e altre necessità per vivere nella società moderna". Una definizione di un salario di sussistenza usata dalla Greater London Authority (GLA) è il salario di soglia, calcolato come reddito del 60% della mediana e un ulteriore 15% per consentire eventi imprevisti.

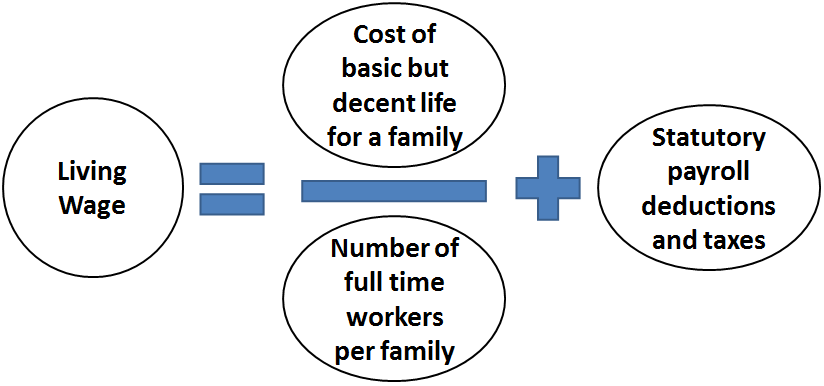
Calcolo del salario di sussistenza

Le campagne sui salari viventi sono nate in parte come risposta alla Reaganomics e al Thatcherismo negli Stati Uniti e nel Regno Unito, rispettivamente, che hanno spostato la politica macroeconomica verso il neoliberismo . Un salario di sussistenza, aumentando il potere d'acquisto dei lavoratori a basso reddito, è sostenuto dall'economia keynesiana e post-keynesiana che si concentra sullo stimolo della domanda al fine di migliorare lo stato dell'economia.

## Storia

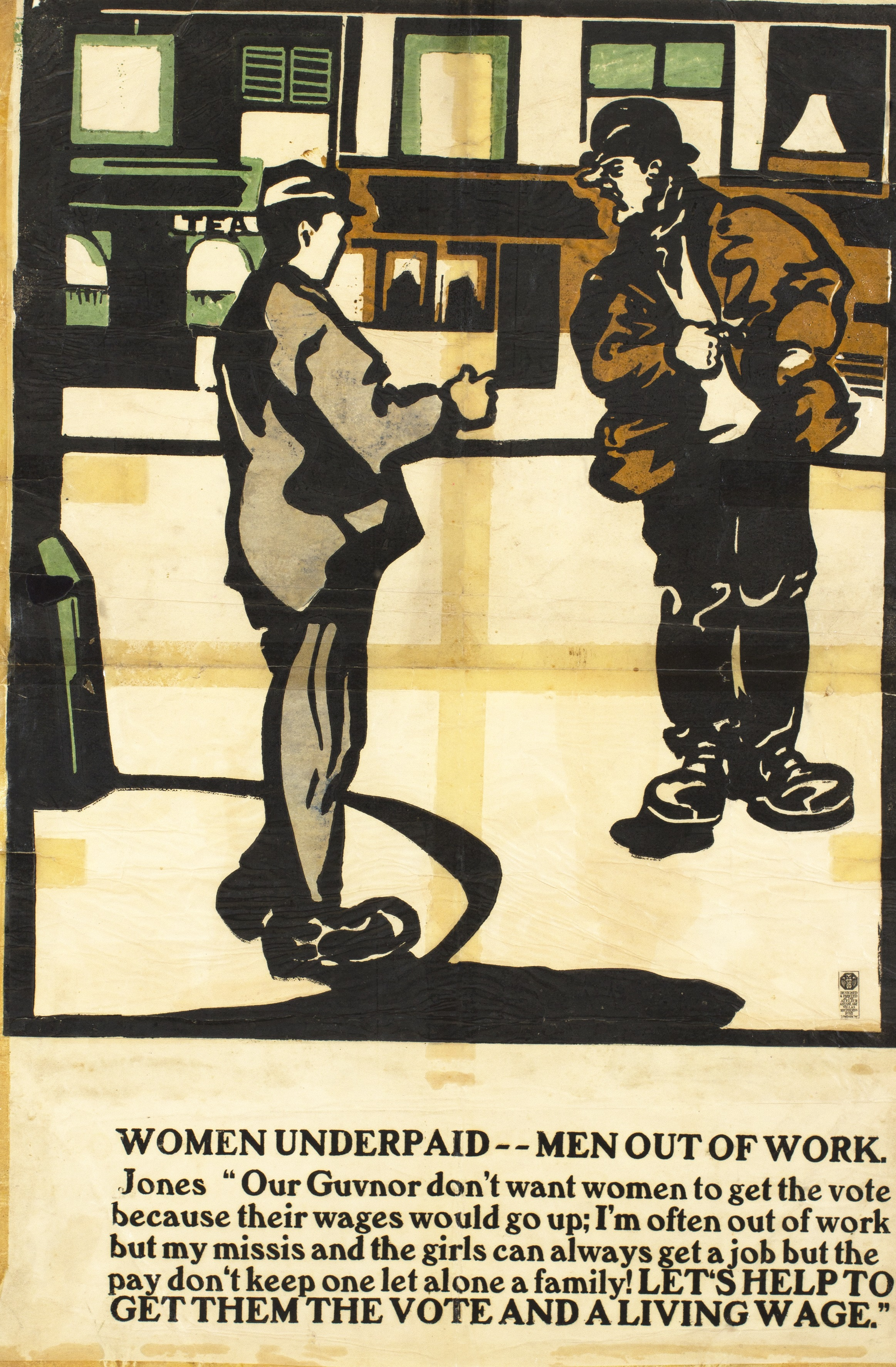
Campagna di suffragio in cerca del diritto di voto delle donne e di un salario di sussistenza. (c.1903)

Il concetto di un salario di sussistenza, sebbene non sia stato definito come tale, può essere ricondotto alle opere di antichi filosofi greci come Platone e Aristotele . Entrambi hanno sostenuto il bisogno di un reddito che considera i bisogni, in particolare quelli che assicurano il bene comune. Aristotele considerava l'autosufficienza come un requisito di felicità che definiva "ciò che da solo rende la vita degna di scelta e priva di nulla". Mentre si assumeva la responsabilità di garantire che i poveri potessero guadagnarsi da vivere in modo sostenibile nello stato, le sue idee sono viste come un primo esempio di sostegno per un salario di sussistenza. L'evoluzione del concetto può essere vista in seguito in studiosi medievali come Tommaso d'Aquino che hanno sostenuto il diritto ad un "giusto salario".  Il concetto di un giusto salario era collegato a quello dei giusti prezzi, che erano quelli che consentivano a tutti di accedere alle necessità. Prezzi e salari che impedivano l'accesso alle necessità erano considerati ingiusti in quanto avrebbero messo in pericolo la virtù di coloro che non avevano accesso.
In La ricchezza delle nazioni, Adam Smith ha riconosciuto che l'aumento dei salari reali porta al "miglioramento delle circostanze dei ranghi inferiori delle persone" e rappresenta quindi un vantaggio per la società. La crescita e un sistema di libertà erano i mezzi con cui i poveri che lavoravano erano in grado di ottenere salari più alti e un tenore di vita accettabile. L'aumento dei salari reali è garantito dalla crescita attraverso l'aumento della produttività a livelli di prezzi stabili, vale a dire prezzi non influenzati dall'inflazione. Un sistema di libertà, garantito da istituzioni politiche in base alle quali anche i "ranghi inferiori di persone" potrebbero garantire l'opportunità di salari più alti e un tenore di vita accettabile.

Smith ha sostenuto che il lavoro dovrebbe ricevere una quota equa di ciò che il lavoro produce. Per Smith, questa equa quota ammontava a qualcosa di più della semplice sussistenza. Smith ha equiparato gli interessi del lavoro e quelli della terra con interessi sociali generali. Ha sostenuto che con l'aumento dei salari e degli affitti, a seguito di una maggiore produttività, si verificherà una crescita della società aumentando così la qualità della vita per la maggior parte dei suoi membri.
«Nessuna impresa che dipenda, per il suo successo, dal pagare i suoi lavoratori meno di quanto serva loro per vivere ha diritto di sopravvivere in questo Paese»

— Franklin D. Roosevelt, 1933
 Come Smith, i sostenitori di un salario di sussistenza sostengono che il bene più grande per la società si ottiene attraverso salari più alti e tramite un salario di sussistenza. Si sostiene che il governo dovrebbe a sua volta tentare di allineare gli interessi di coloro che perseguono i profitti con quelli dei lavoratori al fine di produrre vantaggi per la maggior parte della società. Smith ha sostenuto che una maggiore produttività e una crescita complessiva hanno portato a salari più alti che a loro volta hanno portato a maggiori benefici per la società. Sulla base dei suoi scritti, si può dedurre che Smith avrebbe sostenuto un salario di sussistenza commisurato alla crescita complessiva dell'economia. Questo, a sua volta, porterebbe a una maggiore felicità e gioia per le persone, contribuendo nel contempo a mantenere le famiglie e le persone fuori dalla povertà. Le istituzioni politiche possono creare un sistema di libertà per gli individui per garantire opportunità di salari più alti attraverso una maggiore produzione e quindi una crescita stabile per la società.
Nel 1891, Papa Leone XIII emise una bolla papale intitolata Rerum novarum, la quale viene considerata come la prima forma di sostegno della Chiesa cattolica per un salario di sussistenza. La chiesa ha riconosciuto che i salari dovrebbero essere sufficienti per sostenere una famiglia. Questa posizione è stata ampiamente supportata dalla chiesa, ed è stata ribadita dal papato in più occasioni, come da Papa Pio XI nel 1931 Quadragesimo Anno e di nuovo nel 1961, da Papa Giovanni XXIII scrivendo nell'enciclica Mater et Magistra. Più recentemente, Papa Giovanni Paolo II ha scritto: "Quindi in ogni caso un giusto salario è il mezzo concreto per verificare l'intero sistema socioeconomico e, in ogni caso, per controllarne il corretto funzionamento".

## Pensiero contemporaneo
«Ogni individuo che lavora ha diritto ad una rimunerazione equa e soddisfacente che assicuri a lui stesso e alla sua famiglia una esistenza conforme alla dignità umana ed integrata, se necessario, da altri mezzi di protezione sociale.»

— Dichiarazione universale dei diritti umani; Art. 23 Sez. 3
 Diverse idee su un salario di sussistenza sono state avanzate da campagne moderne che hanno spinto varie località ad adottarle. I sostenitori di un salario di sussistenza hanno sostenuto che un salario non è solo una compensazione per il lavoro. È un mezzo per assicurarsi una vita dignitosa. La ricerca contemporanea di Andrea Werner e Ming Lim ha analizzato le opere di John Ryan, Jerold Waltman e Donald Stabile per le loro intuizioni filosofiche ed etiche su un salario di sussistenza.
John Ryan sostiene un salario in termini di diritti. Considera un salario di sussistenza come un diritto a cui tutti i lavoratori hanno diritto dalla "generosità comune della natura". Sostiene che la proprietà privata delle risorse impedisce l'accesso ad esse da parte di altri che ne avrebbero bisogno per mantenersi. Pertanto, l'obbligo di adempiere al diritto di un salario di sussistenza spetta ai proprietari e ai datori di lavoro delle risorse private. La sua argomentazione va oltre il fatto che un salario dovrebbe fornire una semplice sussistenza ma che dovrebbe fornire agli umani le capacità di "sviluppare entro limiti ragionevoli tutte le [loro] facoltà, fisiche, intellettuali, morali e spirituali".  Un salario di sussistenza per lui è "l'ammontare della retribuzione che è sufficiente per mantenere decentemente il lavoratore" .
Jerold Waltman, in Un caso per il salario vivente, sostiene un salario non basato sui diritti individuali ma da una prospettiva comunitaria, o " repubblicanesimo civico ". Vede la necessità che i cittadini siano collegati alla loro comunità e quindi vede gli interessi individuali e comunitari come inseparabilmente vincolati. Due problemi principali che sono antitetici al repubblicanesimo civico sono la povertà e la disuguaglianza. Un salario di sussistenza ha lo scopo di affrontarli fornendo la base materiale che consente agli individui un certo grado di autonomia e previene il reddito sproporzionato e la ricchezza che porterebbe inevitabilmente a una fessura sociale tra ricchi e poveri. Un salario di sussistenza consente inoltre la partecipazione politica di tutte le classi di persone, necessaria per impedire agli interessi politici dei ricchi di minare i bisogni dei poveri. Questi argomenti per un salario di sussistenza, presi insieme, possono essere visti come elementi necessari per "sostenibilità sociale e coesione".

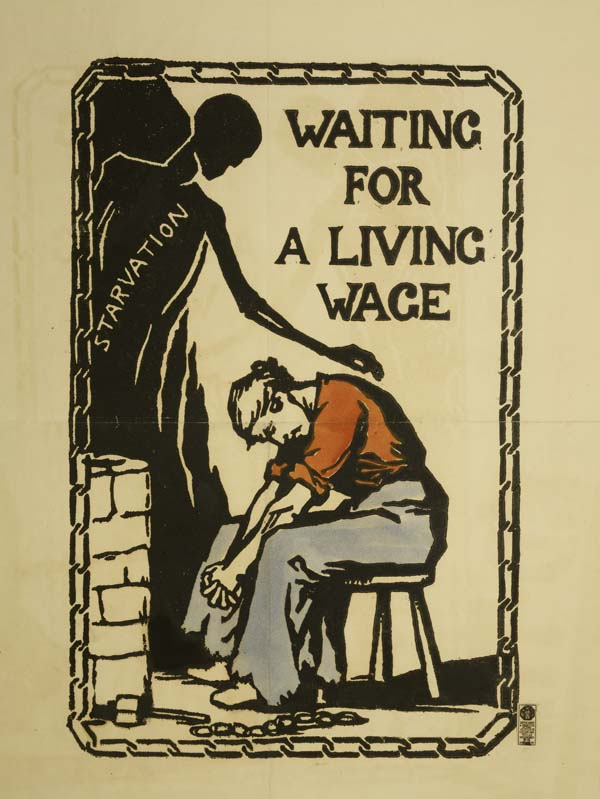
"Aspettando per un salario di sussistenza" poster (1913)

Donald Stabile sostiene un salario di sussistenza basato sul pensiero economico morale e sui relativi temi di sostenibilità, capacità ed esternalità . In linea di massima, Stabile indica che la sostenibilità nell'economia può richiedere che le persone dispongano di mezzi per "alloggio, trasporto, abbigliamento e cura della persona dignitosi". Precisa l'affermazione poiché vede le necessità individuali come contestuali e quindi in grado di cambiare nel tempo, tra culture e in diverse circostanze macroeconomiche.  Ciò suggerisce che il concetto e la definizione di un salario di sussistenza non possono essere resi oggettivi in tutti i luoghi e in tutti i tempi. Le riflessioni di Stabile sulle capacità fanno riferimento diretto al lavoro di Amartya Sen sull'approccio alle capacità .  Il legame con un salario di sussistenza è l'idea che il reddito sia un mezzo importante, sebbene non esclusivo, per le capacità. Il potenziamento delle capacità delle persone consente loro di funzionare meglio sia nella società che come lavoratori. Queste capacità vengono ulteriormente tramandate dai genitori ai figli. Infine, Stabile analizza la mancanza di un salario di sussistenza come l'imposizione di esternalità negative sugli altri. Queste esternalità assumono la forma di esaurire lo stock di lavoratori "sfruttando ed esaurendo la forza lavoro".  Ciò porta all'inefficienza economica poiché le aziende finiscono per produrre troppo i propri prodotti a causa del mancato pagamento del costo totale del lavoro.
Altri resoconti contemporanei hanno ripreso il tema delle esternalità derivanti dalla mancanza del salario di sussistenza. Muilenburg e Singh considerano i programmi di welfare, come alloggio e pasti scolastici, come un sussidio per i datori di lavoro che consente loro di pagare salari bassi. Questo sussidio, che assume la forma di un'esternalità, è ovviamente pagato dalla società sotto forma di tasse. Questo pensiero è ripetuto da Grimshaw, il quale sostiene che i datori di lavoro compensano i costi sociali di mantenimento della forza lavoro attraverso crediti d'imposta, alloggio, sussidi e altri sussidi salariali. La questione è stata sollevata durante le elezioni primarie del Partito Democratico del 2016 negli Stati Uniti, quando il candidato alla presidenza Bernie Sanders ha affermato che "le famiglie che lavorano in difficoltà non dovrebbero dover sovvenzionare la famiglia più ricca del paese", e quindi ha insinuato che il grande rivenditore Walmart, che è di proprietà della famiglia più ricca del paese, non pagava salari equi e veniva sovvenzionato dai contribuenti.

## Implementazioni

### Australia

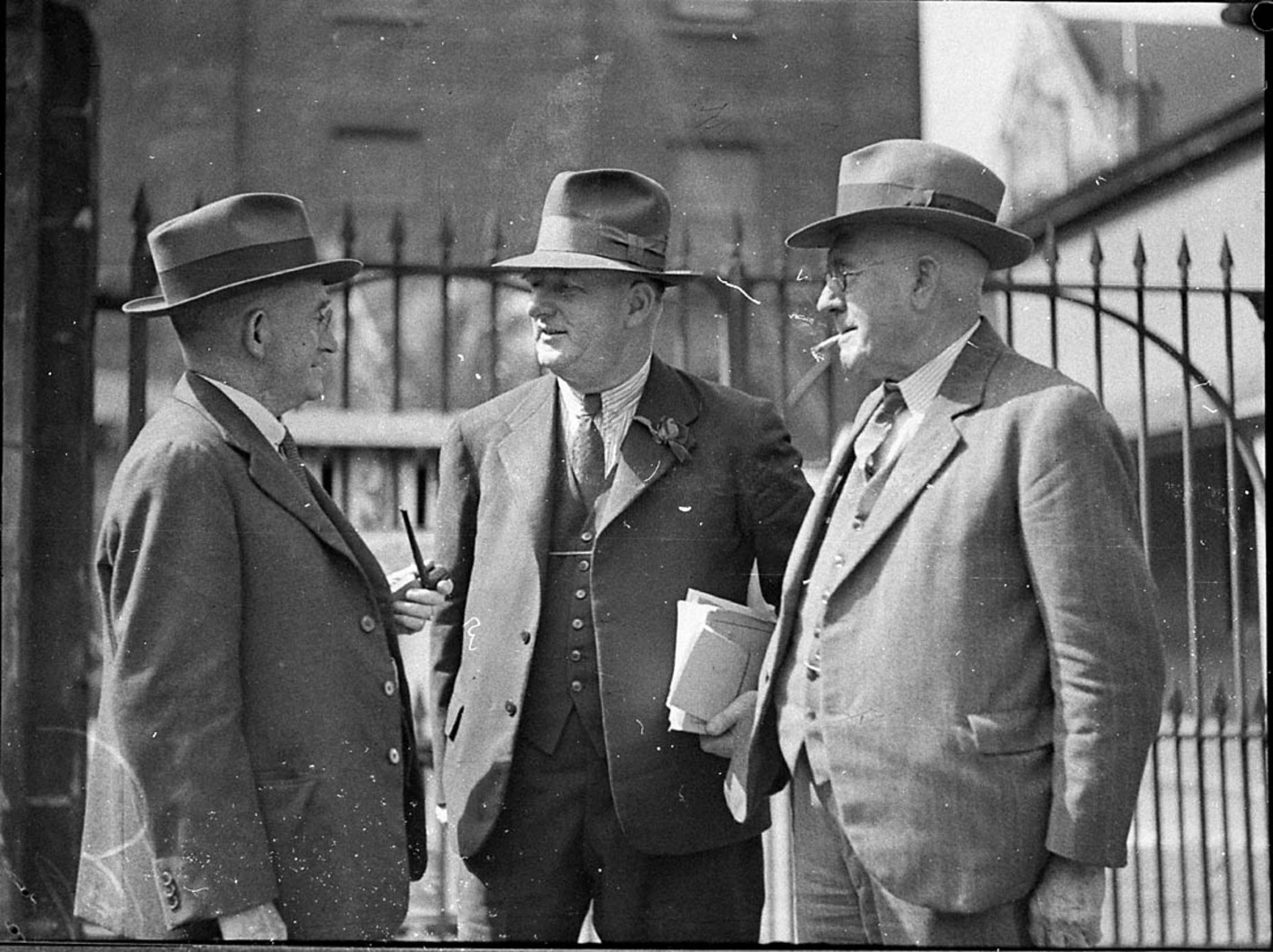
Indagine sul salario di sussistenza a Sydney, in Australia. (1935)

In Australia, la sentenza Harvester del 1907 decretò che un datore di lavoro era obbligato a pagare ai suoi dipendenti un salario che garantiva loro un tenore di vita ragionevole per "un essere umano in una comunità civile" che vivesse in un "comfort frugale stimato dall'attuale .. . standard ", indipendentemente dalla capacità di pagamento del datore di lavoro. Il giudice HB Higgins ha stabilito un salario di 7 / - (7 scellini) al giorno o 42 / - a settimana come salario minimo "equo e ragionevole" per i lavoratori non qualificati.

### Bangladesh
In Bangladesh i salari sono tra i più bassi al mondo. Nel corso del 2012 i salari si sono attestati a circa $ 38 al mese a seconda del tasso di cambio. Gli studi del professor Doug Miller nel periodo 2010-2012 hanno messo in evidenza le pratiche commerciali globali in evoluzione in materia di costi sostenibili del lavoro nel commercio al dettaglio di moda nel Regno Unito. Questo white paper pubblicato nel 2013 dall'Università di Manchester sembra suggerire che la concorrenza tra le organizzazioni di acquisto ha implicazioni per i bassi salari in paesi come il Bangladesh. Ha definito una tabella di marcia per conseguire salari sostenibili.

### Regno Unito
| Nazione                                           | orario (LCU)                    | orario (USA$)                   |
| ------------------------------------------------- | ------------------------------- | ------------------------------- |
| Nuova Zelanda                                     |                                 |                                 |
| Nazionale                                         | NZ $ 20,50                      | $ 14.54                         |
| Stati Uniti                                       |                                 |                                 |
| Nazionale Los Angeles New York City San Francisco | $ 16,07 $ 18,95 $ 21,55 $ 23,79 | $ 16.07 $ 18.95 $ 21.55 $ 23.79 |

La regolamentazione municipale dei livelli salariali iniziò in alcune città del Regno Unito nel 1524. La legge nazionale sui salari minimi è iniziata con il Trade Boards Act del 1909, e il Wages Councils Act del 1945 ha fissato gli standard dei salari minimi in molti settori dell'economia. I consigli salariali furono aboliti nel 1993 e successivamente sostituiti con un unico salario minimo statutario nazionale dal National Minimum Wage Act del 1998, che è ancora in vigore. Le tariffe sono riviste ogni anno dalla Commissione Low Pay del paese. Dal 1 ° aprile 2016 il salario minimo è stato pagato come salario nazionale obbligatorio per i lavoratori di età superiore ai 25 anni. È stato gradualmente introdotto tra il 2016 e il 2020 ed è fissato a un livello significativamente più elevato rispetto ai precedenti salari minimi. Si prevede che entro il 2020 sarà aumentato ad almeno £ 9 l'ora e rappresenti una retribuzione annuale a tempo pieno equivalente al 60% delle entrate mediane del Regno Unito. Il National Living Wage è comunque inferiore al valore del Living Wage calcolato dalla Living Wage Foundation. Alcune organizzazioni pagano volontariamente un salario di sussistenza al proprio personale, a un livello leggermente superiore a quello legale. Da settembre 2014 a tutto il personale del SSN Galles è stato pagato un minimo del "salario di sussistenza" raccomandato dalla Commissione salariale di sussistenza. Circa 2.400 dipendenti hanno ricevuto un aumento salariale iniziale fino a £ 470 al di sopra dell'Agenda per i tassi di cambio nel Regno Unito.

### Stati Uniti
A partire dal 2006, le città statunitensi con leggi sui salari di sussistenza includono Santa Fe e Albuquerque nel New Mexico; San Francisco, California; e Washington, DC Anche la città di Chicago, Illinois, ha approvato un'ordinanza salariale nel 2006, alla quale è stata posta il veto dal sindaco Richard M. Daley. Le leggi sui salari di sussistenza in genere riguardano solo le imprese che ricevono assistenza statale o che hanno contratti con il governo.
Nel 2014, il Wisconsin Service Employees International Union ha collaborato con vari funzionari pubblici contro la legislazione per eliminare i salari locali. Secondo i dati del Dipartimento del Lavoro degli Stati Uniti, Wisconsin Jobs Now - un'organizzazione senza scopo di lucro che combatte la disuguaglianza attraverso salari più elevati - ha ricevuto almeno 2,5 milioni di dollari dalle organizzazioni SEIU dal 2011 al 2013.
Sebbene queste ordinanze siano recenti, numerosi studi hanno tentato di misurare l'impatto di queste politiche sui salari e sull'occupazione. I ricercatori hanno avuto difficoltà a misurare l'impatto di queste politiche perché è difficile isolare un gruppo di controllo per il confronto. Uno studio notevole ha definito il gruppo di controllo come il sottoinsieme di città che ha tentato di approvare una legge sui salari viventi ma senza successo. Questo confronto indica che i salari di sussistenza aumentano il livello medio dei salari nelle città, tuttavia, riducono la probabilità di occupazione per gli individui che si trovano nella percentuale inferiore della distribuzione dei salari.

## Impatto
La ricerca mostra che le leggi sui salari minimi e le legislazioni sui salari di sussistenza hanno un impatto diverso sulla povertà: prove dimostrano che le varie legislazioni sui salari di sussistenza riducono la povertà. Le parti interessate dalle leggi sui salari minimi e le leggi sui salari di sussistenza differiscono poiché la legislazione sui salari di sussistenza si applica generalmente a un settore più limitato della popolazione. Si stima che i lavoratori che si qualificano per la legislazione di questi salari siano attualmente tra l'1-2% del quartile inferiore della distribuzione salariale.  È importante affrontare le implicazioni della vita reale nella legislazione sui salari di sussistenza. Aumentare i salari può ridurre le opportunità di lavoro per i lavoratori a basso salario poiché riduce i costi per le organizzazioni e le aziende in cerca di profitto.
Neumark e Adams, nel loro documento, "Le ordinanze salariali viventi riducono la povertà urbana?", Affermano: "Esistono prove che le ordinanze salariali di sussistenza riducono modestamente i tassi di povertà nei luoghi in cui queste ordinanze sono emanate. Tuttavia, non ci sono prove che lo affermino le leggi sui salari minimi. "
Uno studio condotto a Hamilton, in Canada, da Zeng e Honig ha indicato che i lavoratori salariati hanno un maggiore impegno affettivo. I lavoratori che hanno pagato un salario di sussistenza hanno maggiori probabilità di sostenere l'organizzazione per la quale lavorano in vari modi, tra cui: "proteggere l'immagine pubblica delle organizzazioni, aiutare i colleghi a risolvere i problemi, migliorare le loro abilità e tecniche, fornire suggerimenti o consigli a un team di gestione e prendersi cura di l'organizzazione."  Gli autori interpretano questi risultati attraverso la teoria dello scambio sociale, che sottolinea l'obbligo reciproco che i datori di lavoro e i dipendenti sentono l'uno verso l'altro quando i dipendenti percepiscono di ricevere un trattamento favorevole.

## Stime dei salari di sussistenza
A partire dal 2003, ci sono 122 ordinanze salariali in atto nelle città americane e altre 75 in discussione. L'articolo 23 della Dichiarazione universale dei diritti umani delle Nazioni Unite afferma che "Chiunque lavori ha il diritto a una remunerazione giusta e favorevole garantendo a se stesso e alla sua famiglia un'esistenza degna della dignità umana".
Oltre agli atti legislativi, molte società hanno adottato codici di condotta volontari. I Principi Sullivan in Sudafrica sono un esempio di un codice di condotta volontario che stabilisce che le imprese dovrebbero compensare i lavoratori almeno per coprire i loro bisogni di base.
Nella tabella seguente, i salari di vita comparabili tra paesi sono stati stimati per dodici paesi e riportati in valute locali e parità di potere d'acquisto (PPP). Le stime sui salari di sussistenza per l'anno 2000 vanno da $ 1,7 PPP all'ora, in esempi a basso reddito, a circa $ 11,6 PPP all'ora, in esempi ad alto reddito.
| Nazione                      | Un lavoratore a tempo pieno (famiglia di quattro persone) | Numero medio di equivalenti a tempo pieno nel paese (famiglia di quattro persone) | Un lavoratore a tempo pieno (le dimensioni della famiglia variano in base al paese) | Numero medio di equivalenti a tempo pieno per lavoratore in ciascun paese |
| ---------------------------- | --------------------------------------------------------- | --------------------------------------------------------------------------------- | ----------------------------------------------------------------------------------- | ------------------------------------------------------------------------- |
| Bangladesh                   | 1.61                                                      | 1.14                                                                              | 2.02                                                                                | 1.44                                                                      |
| India                        | 1.55                                                      | 1.32                                                                              | 1.79                                                                                | 1.52                                                                      |
| Zimbabwe                     | 2.43                                                      | 1.70                                                                              | 3.18                                                                                | 2.22                                                                      |
| Media a basso reddito        | 1.86                                                      | 1.39                                                                              | 2.33                                                                                | 1.72                                                                      |
| Armenia                      | 3.03                                                      | 2.05                                                                              | 2.52                                                                                | 1.70                                                                      |
| Ecuador                      | 1.94                                                      | 1.74                                                                              | 2. 23                                                                               | 2.01                                                                      |
| Egitto                       | 1.96                                                      | 1.77                                                                              | 2.45                                                                                | 2.21                                                                      |
| Cina                         | 2.08                                                      | 1.47                                                                              | 1.95                                                                                | 1.38                                                                      |
| Sud Africa                   | 3.10                                                      | 2.60                                                                              | 3.35                                                                                | 2.81                                                                      |
| Reddito medio inferiore      | 2.42                                                      | 1.93                                                                              | 2,50                                                                                | 2.02                                                                      |
| Lituania                     | 4.62                                                      | 3.21                                                                              | 3.97                                                                                | 2.76                                                                      |
| Costa Rica                   | 3.68                                                      | 3.38                                                                              | 3.90                                                                                | 3.58                                                                      |
| Media del reddito medio-alto | 4.14                                                      | 3.30                                                                              | 3.94                                                                                | 3.17                                                                      |
| Stati Uniti                  | 13.10                                                     | 11.00                                                                             | 13.36                                                                               | 11.23                                                                     |
| Svizzera                     | 16.41                                                     | 13.23                                                                             | 14.76                                                                               | 11.91                                                                     |
| Reddito medio alto           | 14.75                                                     | 12.10                                                                             | 14.06                                                                               | 11.57                                                                     |

Le stime dei salari di sussistenza variano considerevolmente in base all'area e possono essere calcolate in diversi modi. In un rapporto del 2019, il gruppo di difesa degli Stati Uniti National Low Income Housing Coalition ha calcolato il salario orario a tempo pieno necessario per spendere il 30% delle entrate per l'affitto di un appartamento con 2 camere da letto sul mercato equo. Le stime vanno da un massimo di $ 36,82 / ora nelle Hawaii (dove il salario minimo è di $ 10,10 / ora) a $ 14,26 in Arkansas (lo stato più basso, aumentando il suo minimo da $ 9,25 a $ 11 / ora) e $ 9,59 / ora a Puerto Rico (dove il salario minimo è $ 7,25 / ora).

## Movimenti dei salari di sussistenza

### Fondazione del salario di sussistenza

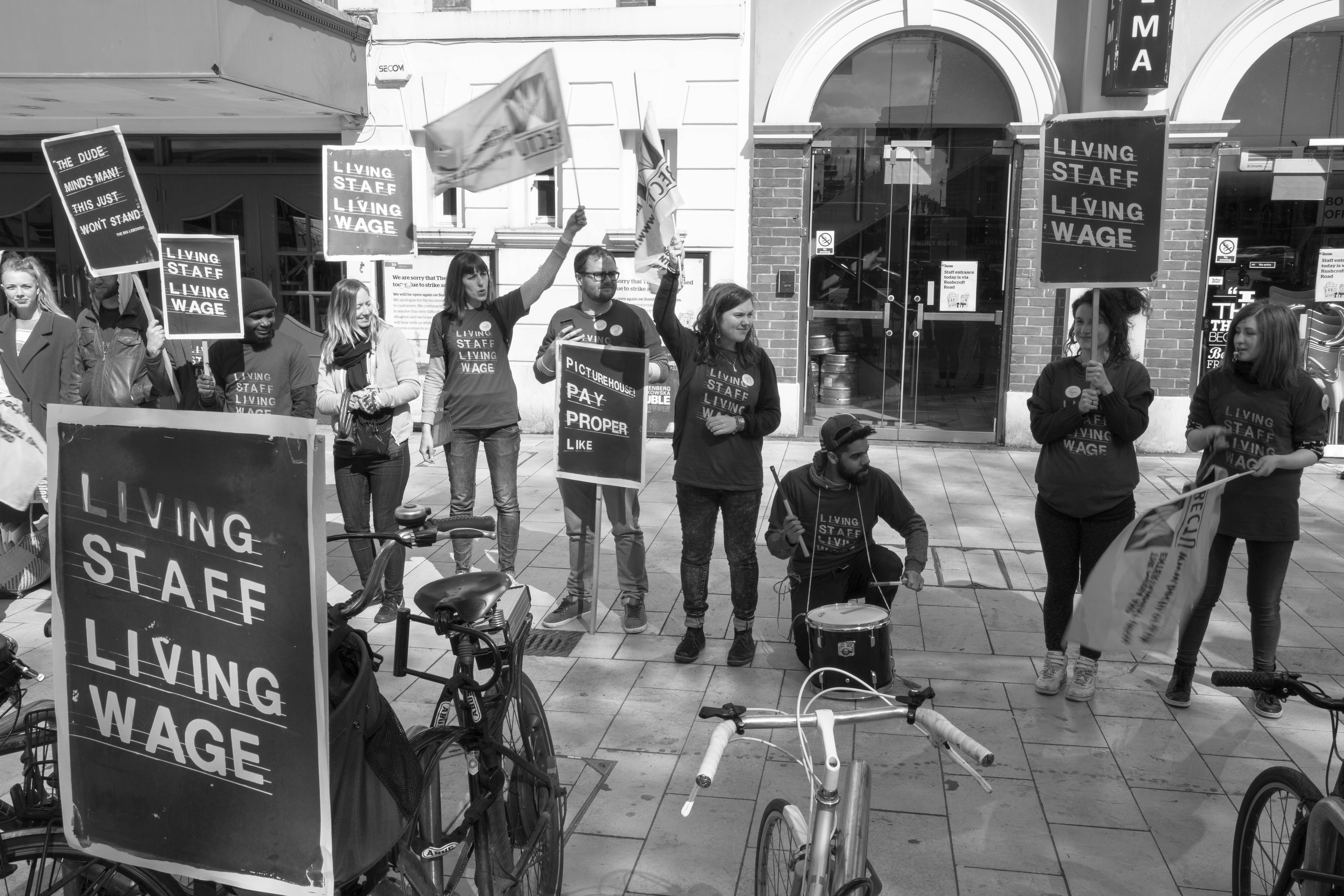
Lavoratori che protestano per un salario di sussistenza a Londra, Regno Unito. (2017)

La campagna Living Wage nel Regno Unito è nata a Londra, dove è stata lanciata nel 2001 da membri dell'organizzazione comunitaria London Citizens (ora Citizens UK). Si impegnò in una serie di campagne sui salari di sussistenza e nel 2005 la Greater London Authority istituì l'unità Living Wage per calcolare il salario di sussistenza di Londra, sebbene l'autorità non avesse il potere di applicarlo. Il London Living Wage è stato sviluppato nel 2008 quando Trust for London ha assegnato una sovvenzione di oltre 1 milione di sterline per campagne, ricerca e un regime di accreditamento dei datori di lavoro. La campagna Living Wage è successivamente diventata un movimento nazionale con campagne locali in tutto il Regno Unito. La Joseph Rowntree Foundation ha finanziato il Centre for Research in Social Policy (CRSP) presso la Loughborough University per calcolare una cifra del reddito minimo standard (MIS) in tutto il Regno Unito, una media in tutto il Regno Unito indipendente dai costi di vita più elevati in Londra.
Nel 2011 il CRSP ha utilizzato il MIS come base per lo sviluppo di un modello standard per stabilire il salario di residenza nel Regno Unito fuori Londra. Citizens UK, un'istituzione organizzativa della comunità nazionale sviluppata da London Citizens, ha lanciato il marchio Living Wage Foundation e Living Wage Employer. Dal 2011, la Living Wage Foundation ha accreditato migliaia di datori di lavoro che pagano il salario proposto. Il salario di sussistenza a Londra è calcolato da GLA Economics e il CRSP calcola il salario vivente fuori Londra. Le tariffe consigliate per il 2015 sono £ 9,40 per Londra e £ 8,25 per il resto del Regno Unito. Queste tariffe vengono aggiornate ogni anno a novembre. Nel gennaio 2016 la Living Wage Foundation ha istituito una nuova commissione Living Wage per sovrintendere al calcolo dei tassi dei salari nel Regno Unito.
Nel 2012, la ricerca sui costi e sui benefici di un salario di sussistenza a Londra è stata finanziata dal Trust for London e condotta dalla Queen Mary University di Londra . Ulteriori ricerche sono state pubblicate nel 2014 in una serie di relazioni sul potenziale impatto dell'aumento del salario minimo nazionale obbligatorio del Regno Unito allo stesso livello della raccomandazione sul salario di sussistenza della Living Wage Foundation. Ciò includeva due relazioni finanziate dal Trust for London e realizzate dall'Institute for Public Policy Research (IPPR) e dalla Resolution Foundation: "Beyond the Bottom Line" e "What Price a Living Wage?" Inoltre, Landman Economics ha pubblicato "L'impatto economico dell'estensione del salario di sussistenza a tutti i dipendenti nel Regno Unito".
Un rapporto del 2014 della Living Wage Commission, presieduto dal dottor John Sentamu, arcivescovo di York, raccomandava al governo del Regno Unito di versare ai propri lavoratori un "salario di sussistenza", ma che doveva essere volontario per il settore privato. I dati pubblicati alla fine del 2014 da New Policy Institute e Trust for London hanno rilevato che il 20% dei dipendenti a Londra è stato pagato al di sotto del salario di sussidio raccomandato dalla Living Wage Foundation tra il 2011 e il 2013. La percentuale di residenti pagati meno di questo tasso era più alta a Newham (37%) e Brent (32%). Una ricerca dell'Ufficio per le statistiche nazionali del 2014 ha indicato che a quel tempo la percentuale di lavori fuori Londra che pagava meno del salario di sussistenza era del 23%. La cifra equivalente all'interno di Londra era del 19%. La ricerca dell'Università di Loughborough, commissionata da Trust for London, mostra che 4 londinesi su 10 non possono permettersi un tenore di vita decente, che consente loro di soddisfare i loro bisogni di base e partecipare alla società a un livello minimo. Questo è significativamente superiore al 30% che scende al di sotto dello standard nel Regno Unito nel suo insieme. Ciò rappresenta 3,5 milioni di londinesi, con un aumento di 400.000 dal 2010/11. La ricerca evidenzia la necessità di migliorare i redditi attraverso salari migliori, principalmente il London Living Wage, per garantire che più londinesi raggiungano un tenore di vita decente.
Ed Miliband, leader del Partito laburista in opposizione dal 2010 al 2015, ha sostenuto un salario di sussistenza e ha proposto agevolazioni fiscali per i datori di lavoro che l'hanno adottato. Il Partito Laburista ha attuato un salario di sussistenza in alcuni consigli locali che controlla, come quelli di Birmingham e Cardiff. Il Partito verde sostiene inoltre l'introduzione di un salario di sussistenza, ritenendo che il salario minimo nazionale dovrebbe essere pari al 60% delle retribuzioni medie nette nazionali. Sinn Féin sostiene anche l'introduzione di un salario di sussistenza per l'Irlanda del Nord . Altri sostenitori includono il editorialista del quotidiano The Guardian Polly Toynbee, Church Action on Poverty, the Scottish Low Pay Unit, e Bloomsbury Fightback! .

### Salario del pavimento in Asia
Lanciato nel 2009, Asia Floor Wage è una coalizione libera di lavoro e altri gruppi che cercano di implementare un salario di sussistenza in tutta l'Asia, con particolare attenzione alla produzione tessile. Esistono associazioni associate in Bangladesh, Cambogia, Hong Kong SAR, India, Indonesia, Malesia, Pakistan, Filippine, Sri Lanka, Thailandia e Turchia, nonché sostenitori in Europa e Nord America. La campagna si rivolge ai datori di lavoro multinazionali che non pagano uno stipendio di sussistenza ai lavoratori in via di sviluppo.

### Campagne salariali di sussistenza negli Stati Uniti

#### New York City

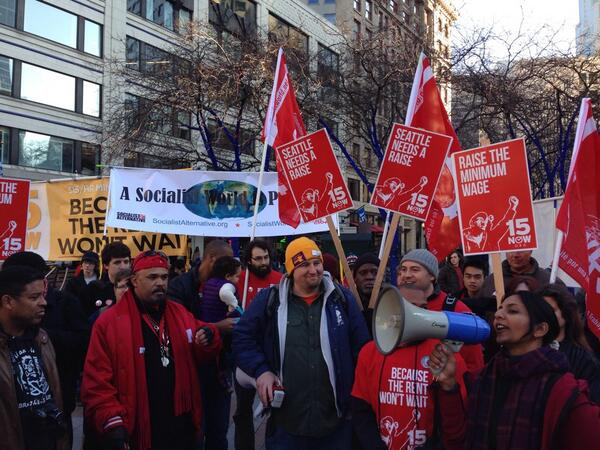
Marzo per uno stipendio di sussistenza a Seattle, negli Stati Uniti. (2014)

La legge proposta informerà i contribuenti di dove vanno i loro dollari di investimento e manterrà gli sviluppatori a standard di lavoro più rigorosi. L'atto proposto richiederà agli sviluppatori che ricevono sussidi sostanziali finanziati dal contribuente per pagare ai dipendenti un salario minimo. La legge è progettata per migliorare la qualità della vita e stimolare l'economia locale. In particolare, l'atto proposto garantirà che i lavoratori in grandi progetti di sviluppo riceveranno un salario di almeno $ 10,00 l'ora. Il salario di sussistenza verrà indicizzato in modo da tenere il passo con gli aumenti del costo della vita. Inoltre, la legge richiederà che i dipendenti che non ricevono un'assicurazione sanitaria dal loro datore di lavoro riceveranno un supplemento di $ 1,50 l'ora per finanziare le loro spese sanitarie. Anche i lavoratori impiegati in uno sviluppo agevolato avranno diritto alla garanzia del salario di sussistenza.
Molti funzionari delle città si sono opposti ai requisiti salariali perché ritengono di limitare il clima degli affari rendendo le città meno allettanti per le potenziali industrie. Logisticamente le città devono assumere dipendenti per amministrare l'ordinanza. Al contrario, i sostenitori della legislazione hanno riconosciuto che quando i salari non sono sufficienti, i lavoratori a basso salario sono spesso costretti a fare affidamento sull'assistenza pubblica sotto forma di buoni pasto o Medicaid .
James Parrott del Fiscal Policy Institute ha testimoniato durante una riunione del Consiglio di New York del maggio 2011 che i salari reali per i lavoratori a basso reddito in città sono diminuiti sostanzialmente negli ultimi 20 anni, nonostante i drammatici aumenti dei livelli di istruzione medi. Un  rapporto (PDF). URL consultato il 14 marzo 2020 (archiviato dall'url originale il 26 gennaio 2017). del Fiscal Policy Institute ha indicato che i sussidi fiscali per le imprese sono cresciuti due volte e mezzo più velocemente delle raccolte fiscali complessive di New York City e chiede perché queste risorse pubbliche siano investite in posti di lavoro a livello di povertà. Parrott ha testimoniato che la disuguaglianza di reddito a New York City supera quella di altre grandi città, con l'1 percento più redditizio che riceve il 44 percento di tutte le entrate.

#### Contea di Miami-Dade
La Community Coalition for a Living Wage (CCLW) è stata lanciata nel 1997 a Miami, in Florida, come partenariato tra la lotta alla povertà locale e le organizzazioni del lavoro Catalyst Miami, Legal Services of Greater Miami e la Florida del sud AFL-CIO . Il CCLW ha organizzato la campagna di successo per il passaggio di un'ordinanza salariale sulla contea di Miami-Dade nel 1999, la prima nel suo genere nel sud. L'ordinanza richiede che la Contea di Miami-Dade e i suoi appaltatori paghino a tutti i dipendenti un salario di maturità ancorato all'inflazione: $ 12,63 / ora con benefici, o $ 15 senza (a partire dal 2018).

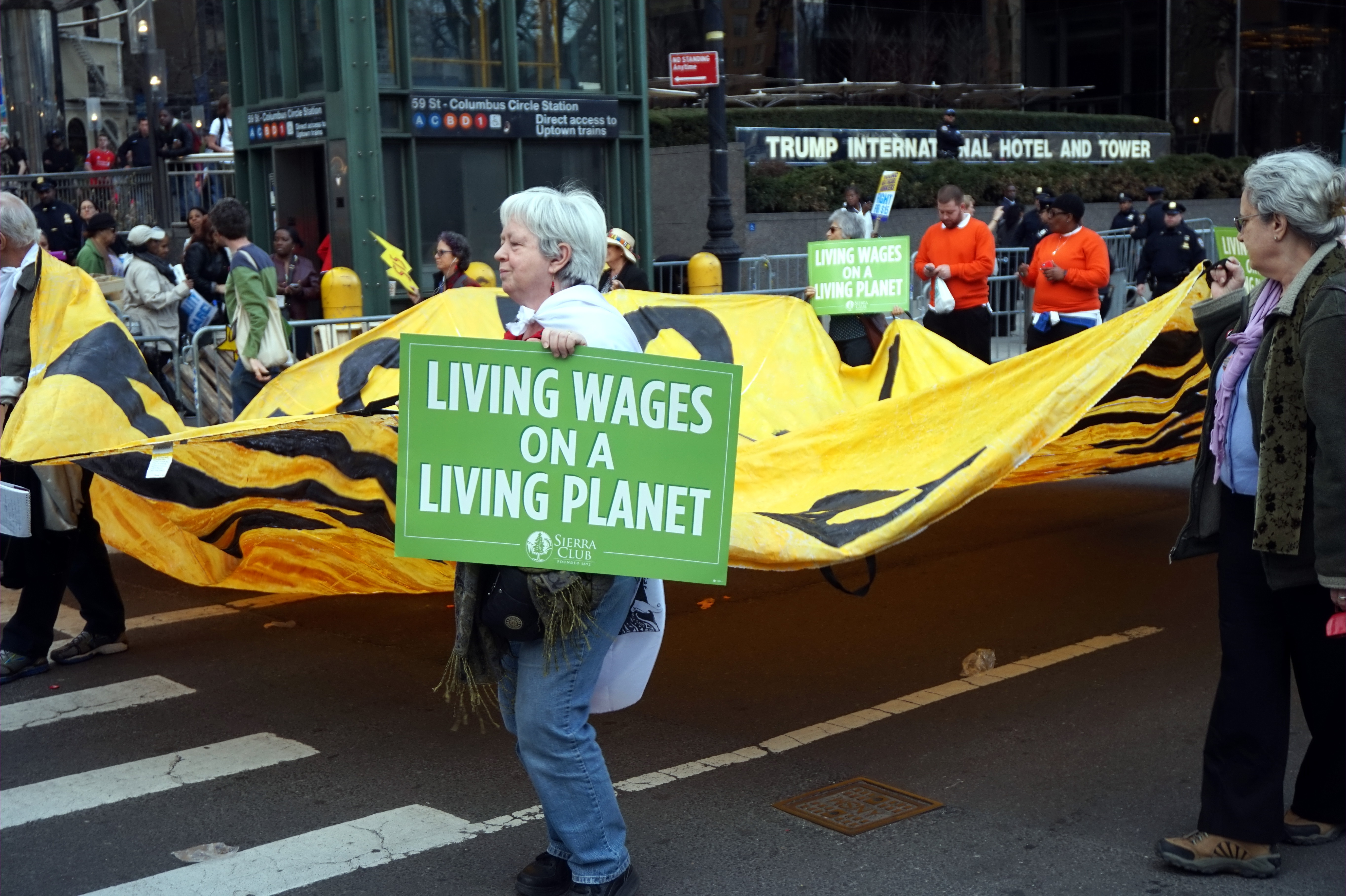
Protesta per il salario di sussistenza e marcia a New York City (2015)

#### Università della Virginia
Nel febbraio 2012, una campagna salariale vivente presso l'Università della Virginia ha rilasciato una serie di richieste agli amministratori universitari che chiedono una politica salariale di sussistenza all'Università. Queste richieste includevano l'obbligo per l'Università di "affrontare esplicitamente" il problema entro il 17 febbraio. Sebbene la presidente dell'Università Teresa Sullivan abbia risposto alle richieste in una e-mail di massa inviata alla comunità universitaria poco prima della fine della giornata del 17 febbraio, la Campagna ha criticato la sua risposta come "intenzionalmente fuorviante" e ha promesso di agire.
Il 18 febbraio, la campagna ha annunciato che 12 studenti avrebbero iniziato uno sciopero della fame per pubblicizzare la difficile situazione dei lavoratori a basso reddito.

## Critica
Le critiche contro l'attuazione delle leggi sul salario di sussistenza hanno assunto forme simili a quelle sul salario minimo . Economicamente, entrambi possono essere analizzati come un prezzo base per il lavoro. Un piano di prezzi, se superiore al prezzo di equilibrio e quindi efficace, porta necessariamente a un "surplus". Nel contesto di un mercato del lavoro, ciò significa che la disoccupazione aumenta poiché il numero di datori di lavoro disposti ad assumere persone con un "salario di sussistenza" è inferiore al numero che sarebbero disposti ad assumere al prezzo del salario di equilibrio. Pertanto, è stato criticato stabilire il salario minimo per un salario di sussistenza per aver eventualmente distrutto un lavoro.
I critici hanno messo in guardia non solo per un aumento della disoccupazione, ma anche per un aumento dei prezzi e una mancanza di posti di lavoro entry level a causa degli "effetti di sostituzione del lavoro". L'impegno volontario di un salario di sussistenza è criticato come impossibile a causa del vantaggio competitivo che altre imprese dello stesso mercato avrebbero rispetto a quello che adotta un salario di sussistenza. L'argomento economico sarebbe che, ceteris paribus (a parità di tutte le altre cose), un'azienda che pagava i suoi lavoratori più di quanto richiesto dal mercato non sarebbe in grado di competere con quelli che pagano secondo i tassi di mercato. Vedi vantaggio competitivo per ulteriori informazioni.
Un altro problema emerso è che i salari di sussistenza possono essere uno strumento anti-povertà meno efficace rispetto ad altre misure. Gli autori indicano che i salari di sussistenza sono solo un modo limitato di affrontare i problemi della crescente disuguaglianza economica, dell'aumento dei posti di lavoro a basso salario a lungo termine e del declino dei sindacati e della protezione legale dei lavoratori. Poiché le ordinanze sui salari di sussistenza tentano di affrontare il problema di un salario, definito da alcuni dei suoi sostenitori come un salario familiare, piuttosto che come un salario individuale, molti dei beneficiari possono già essere in famiglie che fanno sostanzialmente più di quanto necessario per fornire un livello di vita adeguato. Secondo un'indagine condotta dagli economisti del lavoro presso l'Istituto per le Politiche del Lavoro nel 2000, solo il 31% ha visto i salari come uno strumento anti-povertà molto o in qualche modo efficace, mentre il 98% ha visto politiche come gli Stati Uniti guadagnare credito d'imposta sul reddito e sovvenzioni di welfare generali in una vena simile. D'altra parte, secondo Zagros Madjd-Sadjadi, un economista della Divisione di statistiche e ricerche sul lavoro dello Stato della California, il salario di sussistenza può essere visto dal pubblico come preferibile ad altri metodi perché rinforza l '"etica del lavoro" e garantisce che esiste qualcosa di valore prodotto, a differenza del benessere, che si ritiene spesso essere un puro "dono" in denaro dalle casse pubbliche "
Il concetto di un salario di sussistenza basato sulla sua definizione di salario familiare è stato criticato da alcuni per aver enfatizzato il ruolo degli uomini come capofamiglia.